# Miguel Capuccini
Miguel Capuccini (Montevideo, 5. siječnja 1904. – Montevideo, 9. lipnja 1980.) bio je urugvajski nogometni vratar. Branio je za nogometni klub C. A. Peñarol i  Urugvajsku nogometnu reprezentaciju.
Bio je član urugvajske momčadi koja je na Svjetskom prvenstvu 1930. u Urugvaju osvojila naslov svjetskih prvaka, iako nije odigrao niti jednu utakmicu, već je bio pričuvni igrač prve postave.
Tri godine prije, 1927. godine, je s reprezentacijom osvojio naslov doprvaka Južne Amerike.